# Кашуэйра-Алта
Кашуэйра-Алта (порт. Cachoeira Alta) — муниципалитет в Бразилии, входит в штат Гояс. Составная часть мезорегиона Юг штата Гойас. Входит в экономико-статистический микрорегион Киринополис. Население составляет 8676 человек на 2006 год. Занимает площадь 1654,343 км². Плотность населения — 5,2 чел./км².
Праздник города — 24 сентября.

## Статистика
- Валовой внутренний продукт на 2003 год составляет 163 966 811,00 реалов (данные: Бразильский институт географии и статистики).
- Валовой внутренний продукт на душу населения на 2003 год составляет 18 929,44 реалов (данные: Бразильский институт географии и статистики).
- Индекс развития человеческого потенциала на 2000 год составляет 0,737 (данные: Программа развития ООН).

## География
Климат местности: субтропический гумидный.